# RV Oceania
Oceania – stalowy, trójmasztowy statek (żaglowiec) o ożaglowaniu skośnym (dawniej – o eksperymentalnym ożaglowaniu parawanowym o powierzchni – 430 m²) o powierzchni 280 m², należący do Instytutu Oceanologii Polskiej Akademii Nauk, który jest obecnie największym polskim instytutem badającym problemy fizyki, chemii, biologii i ekologii morza.

## Historia
Zbudowana w 1985 r. w Stoczni Gdańskiej dla Instytutu Oceanologii Polskiej Akademii Nauk, port macierzysty Gdańsk. Kadłub powstał na podstawie planów ORP Iskra i STS Pogoria. Nazwę statku zaproponował prof. chemii morza Leonard Falkowski.
Eksperymentalne ożaglowanie obsługiwane było hydraulicznie. Oryginalnie (powierzchnia żagli – 740 m²),  na każdym maszcie znajdował się pojedynczy czworoboczny żagiel (fok, grot, bezan). Z tego powodu „Oceania” była klasyfikowana jako fregata. Po remoncie z ostatniego masztu została usunięta reja, zatem statek należałoby klasyfikować jako bark.
Zimą 2010/2011 zmieniono ożaglowanie. Zamiast żagli rejowych zainstalowano 3 sztaksle – zatem obecnie jest to szkuner.

## Rejsy
„Oceania” charakteryzuje się dużą dzielnością morską. Jej wyposażenie pozwala na żeglugę w prawie każdych warunkach. Zasięg statku jest nieograniczony, a autonomia wynosi 30 dni. Każdego roku „Oceania” spędza 230-250 dni na morzu wykonując m.in. ekspedycję badawczą na morza północne i Spitsbergen (czerwiec-sierpień) oraz kilkanaście rejsów bałtyckich. W 1990 r. brała udział w „Tall Ships Races”.

## Badania
Jednostka posiada aparaturę umożliwiającą badania hydrograficzne, optyczne, akustyczne, aerozolu, chemiczne i biologiczne. W czasie wypraw realizuje się prawie wszystkie tematy i około 13 programów badawczych z zakresu oceanologii.
Programy międzynarodowe realizowane na pokładzie „Oceanii” (wybrane):
- ASOF-N (Arctic-Subarctic Ocean Flux)
- BALTEX (Baltic Experiment)
- BIODAFF (Biodiversity and Fluxes in Arctic Glaciated Fjords)
- BOOS (Baltic Operational Oceanographic System)
- DIAMIX (Diapyncal Mixing)

Do realizacji badań „Oceania” posiada:
- Laboratoria (mokre, izotopowe, analityczne, rejestracji, komputerowe)
- System bram i masztów hydraulicznych
- Wyciągarki i windy pomiarowe (zasięg do 5000 m)
- Żuraw hydrauliczny (max. 2 t)
- Pontony robocze